# HBTQ

Regnbågsflaggan är en vanlig hbtqi+-symbol.

HBTQI+, ibland skrivet med små bokstäver hbtqi+, är en på svenska vedertagen akronym för homosexuella, bisexuella, trans,  queerpersoner och intersexpersoner tidigare bara HBT. Akronymen, liksom några av dess vanliga varianter, är ett samlingsnamn för att beteckna ämnen som rör sexualitet och könsidentitet. Syftet är att betona mångfalden av sexualitet och könsidentitetsbaserade kulturer.

## Historik
Greger Eman, redaktör för RFSL:s tidning KomUt 1988–2003, nämns som den person som först använde akronymen HBT i tryck (nr 4/2000). Inspirationen kom från de engelska uttrycken LGBT (Lesbian, Gay, Bisexual, Transgender/Transsexual) och GLBT och var ämnad att bredda tidigare använda uttryck som homo, bög och gay.
Från 2012 började RFSL att använda begreppet hbtq, och 2019 lades även bokstaven i till (för intersex) i deras officiella förkortning.

## Varianter
Samlingsnamnet HBTQ utökas ofta för att även inkludera andra personer som inte identifierar sig med den traditionella tvåkönsnormen samt ibland även intersexuella och asexuella (HBTQIA+).

## Internationell kritik mot begreppet
Begreppen HBTQ och LGBT har rönt en del kritik internationellt. Invändningar finns mot att lägga in sexualitet och könsidentitet i samma begrepp.
Nationellt uttalar sig SFQ (Sveriges Förenade HBTQ-studenter) för båda begreppen. Föreningen använder sig av hbtq om medlemmarna och verksamheten, medan hbt används i politiskt arbete och utbildningsverksamhet då man anser att det fortfarande är ett mer vedertaget begrepp i samhällsdebatten.
Den 20 mars 2023 släppte ECPAT rapporten ”Consent is KEY” som behandlar brottsutsatthet bland barn och unga som identifierar sig som HBTQIA+. Tydligt är att pojkar som identifierar sig som HBTQIA+ i mycket större utsträckning än andra pojkar är utsatta för sexualbrott.

## HBTQI+ monument
Den 11 november 2023 invigdes Sveriges första HBTQI+ monument vid Esperantoplatsen i Göteborg. Monumentet Gläntan är skapat av konstnären Conny Karlsson Lundgren.